# Derek Carr
Derek Dallas Carr (Fresno, 28 marzo 1991) è un ex giocatore di football americano statunitense che ha milita nel ruolo di quarterback per 11 anni nella National Football League (NFL). Scelto nel corso del secondo giro (36º assoluto) del Draft NFL 2014 dagli Oakland Raiders, in precedenza aveva giocato a football per i Bulldogs dell'università di Fresno State. È il fratello minore di David Carr, ex quarterback di Texans, Panthers, Giants e 49ers, prima scelta assoluta del Draft NFL 2002.

## Carriera universitaria
Dopo aver giocato a football per la Clements High School a Sugar Land, ai tempi della quale fu eletto "Giocatore dell'anno delle Scuole Private della Nazione", Carr decise di giocare per la Fresno State University a partire dalla stagione 2009.
Nel primo anno, come freshman, dopo essersi diplomato in anticipo per poter prender parte agli allenamenti primaverili con la squadra, disputò 5 incontri, lanciando 10 completi su 14 passaggi per un totale di 112 yard, 7 touchdown e 9 intercetti, mentre l'anno seguente fu redshirt e non prese parte a nessuna partita.
Nel 2011, quindi, promosso titolare e capitano dell'attacco, Carr fece registrare il suo miglior passer rating (219,7) annuale già alla terza gara della stagione regolare, quando mise a referto 11 completi su 25 passaggi per 235 yard, 2 touchdown e nessun intercetto guidando i Bulldogs ad una vittoria per 27-22 contro North Dakota. La settimana seguente contro gli Idaho Vandals, Carr guidò i Bulldogs alla seconda vittoria consecutiva mettendo a referto un altro suo primato personale di stagione, relativo ai touchdown passati (5) ed alle yard lanciate in una singola partita (371). Carr chiuse la prima stagione da titolare con 279 completi su 446 passaggi per 3544 yard, 26 touchdown e 9 intercetti e venne inserito dal Phil Steele nel Second team All-WAC.
Nel 2012 promosso capitano della squadra, nuovamente alla terza giornata ritoccò il precedente passer rating, facendo segnare un coefficiente di 257,7 nel match vinto dai Bulldogs 69-14 contro i Colorado Buffaloes. Carr superò inoltre quota 200 in altri tre incontri: nel primo match dell'anno contro i Weber State Wildcats, contro gli Hawaii Warriors e contro gli Air Force Falcons. In tutti e tre i casi arrivarono per i Bulldogs tre vittorie ed in particolare contro i Falcons Carr fece registrare l'87,5% di completi lanciando per 452 yard 4 touchdown e nessun intercetto. Carr chiuse il 2012 con 4104 yard passate che rappresentarono il nuovo record relativo ad una singola stagione della Mountain West e l'8º miglior risultato su base nazionale che gli valse l'inserimento da parte di Sports Illustrated nel 2012 All-America honorable mention team oltre che il premio come Giocatore offensivo dell'anno della Mountain West.
Il 2013 fu nuovamente una stagione positiva per Carr, che risultò il miglior giocatore offensivo degli Stati Uniti in total offense (5.199 yard), yard su passaggio totali (5.082), yard su passaggio a partita (390,9), touchdown passati (50), maggior numero di completi a partita (34,85), touchdown complessivi (passati e segnati) (52), punti complessivi (passati e segnati) (302) e punti complessivi (passati e segnati) a partita (24,2). Egli fu inoltre solo il quarto quarterback nella storia della FBS a lanciare per almeno 5.000 yard e 50 touchdown, stabilendo inoltre i nuovi record dell'istituto di Fresno State in yard, touchdown e passaggi lanciati. Per queste sue prestazioni fu nuovamente inserito nel First-team All-MW e per la prima volta nel Second-team All-American, oltre ad essere insignito del Sammy Baugh Award che premia il miglior passatore del panorama collegiale.
Premi e riconoscimenti
- Second-team All-American (2012, 2013)
- Giocatore offensivo dell'anno della MW (2012, 2013)
- Sammy Baugh Trophy (2013)
- First-team All-MW(2012, 2013)
- Second-team All-WAC (2011)

Statistiche al college
| 2009   | Fresno State Bulldogs | 10       | 14       | 71,4     | 112      | 8,0      | 0        | 0        | 138,6    | 1   | 0   | 0,0  | 0  | 0 | 112    |
| 2010   | Fresno State Bulldogs | Redshirt | Redshirt | Redshirt | Redshirt | Redshirt | Redshirt | Redshirt | Redshirt |     |     |      |    |   |        |
| 2011   | Fresno State Bulldogs | 279      | 446      | 62,6     | 3.544    | 7,9      | 26       | 9        | 144,5    | 57  | 72  | 1,3  | 20 | 3 | 3.616  |
| 2012   | Fresno State Bulldogs | 344      | 511      | 67,3     | 4.104    | 8,0      | 37       | 7        | 155,9    | 66  | 1   | 0,0  | 15 | 0 | 4.105  |
| 2013   | Fresno State Bulldogs | 454      | 659      | 68,9     | 5.083    | 7,7      | 50       | 8        | 156,3    | 40  | 117 | 2,9  | 17 | 2 | 5.200  |
| Totale | Totale                | 1.087    | 1.630    | 66,6     | 12.843   | 7,9      | 113      | 24       | 148,8    | 164 | 190 | 1,05 | 20 | 5 | 13.033 |

Fonte: ESPN.com

## Carriera professionistica

### Oakland/Las Vegas Raiders
Durante il corso del 2013 Carr fu inserito tra i migliori prospetti eleggibili nel Draft NFL 2014, venendo pronosticato anche per una chiamata al primo giro. Fu poi scelto nel corso del secondo giro come 36º assoluto dagli Oakland Raiders, con i quali il 21 maggio firmò il suo primo contratto da professionista, un quadriennale da 5,37 milioni di dollari.

#### Stagione 2014
Inizialmente, era previsto che Carr iniziasse la stagione dietro il veterano Matt Schaub, ma dopo un'ottima pre-stagione, in particolare nella gara vinta contro i Seattle Seahawks campioni in carica e complice un problema al gomito per Schaub, fu nominato titolare per la prima gara della stagione. L'allenatore Dennis Allen precisò inoltre che la scelta di Carr sarebbe stata definitiva di lì in avanti. Nel debutto professionistico in casa dei New York Jets, Carr completò 20 passaggi su 32, per 151 yard e 2 passaggi da touchdown, ma la sua squadra fu sconfitta per 19-14. Seguirono altre due sconfitte prima che nella settimana 4, giocata a Londra contro i Miami Dolphins, si infortunasse non facendo più ritorno in campo.
Dopo la settimana di pausa e il licenziamento dell'allenatore Dennis Allen, nella settimana 6, i Raiders misero in seria difficoltà i San Diego Chargers, una delle squadre più in forma della lega in quel momento, cedendo solo nel finale di gara. Carr passò 282 yard e un nuovo primato personale di 4 touchdown, con un intercetto. La sua prima vittoria giunse solo nella settimana 12 battendo i Chiefs rivali di division che venivano da una striscia di cinque vittorie consecutive. La sua gara si concluse con 174 yard passate e il passaggio da touchdown del definitivo sorpasso per James Jones a un minuto e 49 secondi dal termine.
Dopo un pesantissimo 52-0 subito in trasferta coi Rams, i Raiders vinsero la seconda gara della stagione battendo i San Francisco 49ers con Carr che giocò una delle migliori prestazioni dell'anno, passando 254 yard e tre touchdown contro i rivali della Bay Area, venendo premiato come miglior rookie della settimana. Nel penultimo turno giunse la terza vittoria contro i Bills in cui terminò la gara con 214 yard passate e 2 TD. La sua prima annata si chiuse con 3.270 yard passate, 21 touchdown e 12 intercetti con un passer rating di 76,6.

#### Stagione 2015

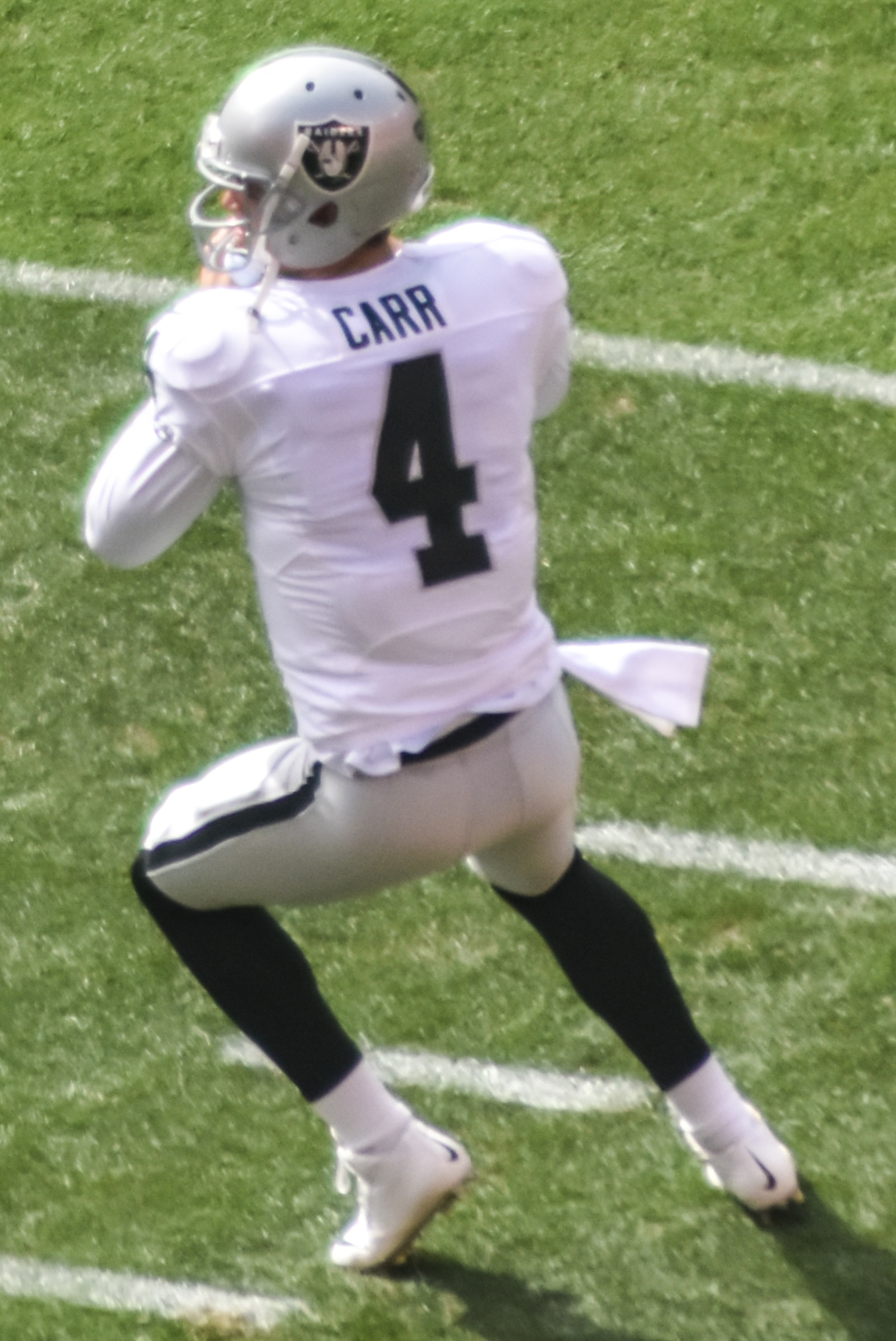
Carr nel 2015

Dopo una sconfitta contro i Cincinnati Bengals all'esordio, Carr passò un touchdown da 12 yard a Seth Roberts a 26 secondi dal termine, dando ai Raiders la vittoria per 37-33 sui Baltimore Ravens. La sua prova si concluse con 351 yard passate, un nuovo primato personale, e 3 touchdown. Sette giorni dopo la squadra interruppe una striscia di 11 sconfitte in trasferta con una vittoria sui Cleveland Browns in cui passò 314 yard e 2 touchdown. Dopo due sconfitte e la settimana di pausa, la vittoria tornò per Oakland nel settimo turno contro i San Diego Chargers in una gara in cui Carr passò tre touchdown, di cui uno da 52 yard al rookie Amari Cooper.
Nell'ottavo turno, Carr passò 333 yard e 4 touchdown nella vittoria sui New York Jets che portò Oakland su un record di 4-3. Era dal 2011 che la squadra non aveva un bilancio positivo a quel punto della stagione. Seguirono tuttavia tre sconfitte consecutive fino alla settimana 12 in casa dei Tennessee Titans in cui il quarterback passò il touchdown del sorpasso a 72 secondi dal termine a Seth Roberts. La sua gara terminò con 330 yard e 3 touchdown.
Dopo una sconfitta contro i Kansas City Chiefs nella settimana 13 in cui subì tre intercetti (con 2 touchdown), Carr si riprese da un brutto primo tempo nella settimana 14 guidando i Raiders a battere in trasferta i Denver Broncos, in quel momento la squadra con il miglior record della AFC. La sua annata terminò con 3.987 yard passate, 32 touchdown e 13 intercetti, venendo convocato per il suo primo Pro Bowl al posto dell'infortunato Aaron Rodgers. I Raiders chiusero con un record di 7-9 al terzo posto della division.

#### Stagione 2016
Nell'ottavo turno, contro i Tampa Bay Buccaneers, Carr passò 513 yard, un nuovo primato di franchigia, e quattro touchdown, guidando i Raiders alla vittoria per 30–24 e venendo premiato come quarterback della settimana e come giocatore offensivo della AFC della settimana. Sette giorni dopo, con la vittoria sui Denver Broncos campioni in carica, portò Oakland da sola in testa alla AFC West division.
Il 21 novembre, nella vittoria per 27–20 sugli Houston Texans a Città del Messico, passò 295 yard e 3 touchdown, superando le 10.000 yard passate in carriera. La settimana successiva, superando i Carolina Panthers per 35-32, i Raiders si assicurarono la prima stagione con un record vincente dal 2002. Il 18 dicembre la squadra si assicurò la partecipazione ai playoff battendo i San Diego Chargers.
La grande stagione a livello personale e di squadra di Carr si chiuse il 24 dicembre quando si ruppe il perone nella sfida del penultimo turno contro gli Indianapolis Colts. L'annata terminò con 3.933 yard passate, 28 touchdown e 6 intercetti, venendo convocato per il secondo Pro Bowl consecutivo, a cui non poté prendere parte, e si classificó terzo nel premio di MVP della NFL.

#### Stagione 2017

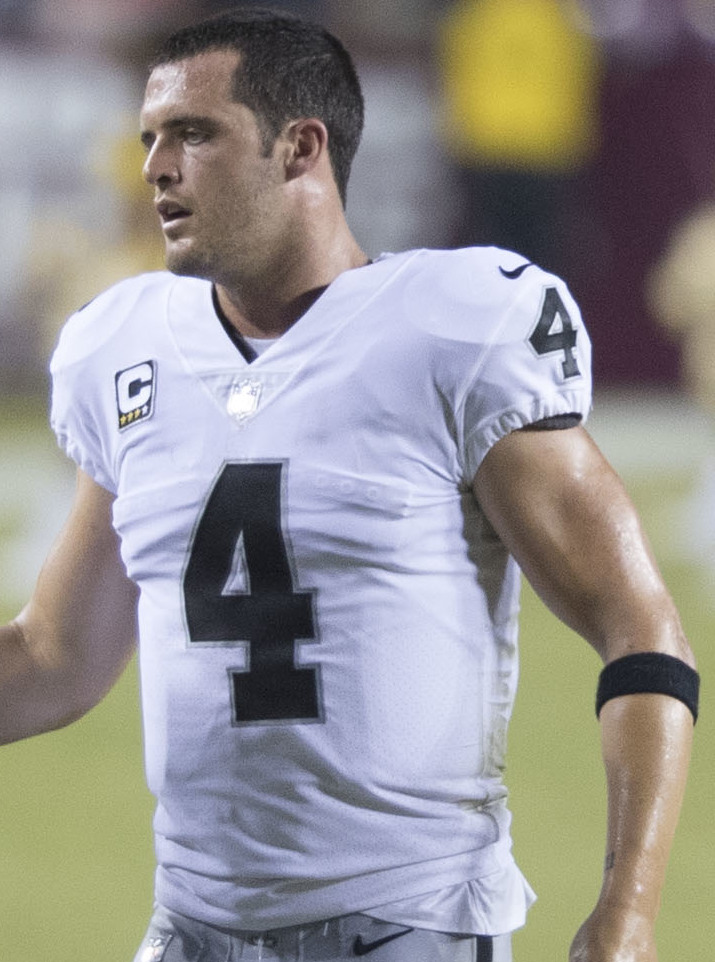
Carr nel 2017

Il 22 giugno 2017, Carr firmò con i Raiders un rinnovo quinquennale del valore di 125 milioni di dollari, superando Andrew Luck come giocatore più pagato della lega in termini di salario annuale. I Raiders vinsero le prime due gare ma poi persero le due successive, nella seconda delle quali Carr si infortunò alla schiena, venendo costretto a saltare la partita del quinto turno. Tornò in campo la settimana successiva senza essere al meglio e i Raiders furono sconfitti dai Los Angeles Chargers. La squadra interruppe una striscia di quattro sconfitte consecutive quattro giorni dopo, battendo i Kansas City Chiefs leader della division in rimonta, dove Carr passò un massimo stagionale di 417 yard, con 3 touchdown e nessun intercetto, venendo premiato come quarterback della settimana. I Raiders conclusero la stagione con un bilancio di 6-10 al terzo posto della division mentre Carr passò 3.496 yard, 22 touchdown e subì 13 intercetti, venendo convocato per il terzo Pro Bowl consecutivo in sostituzione di Tom Brady, impegnato nel Super Bowl LII.

#### Stagione 2018

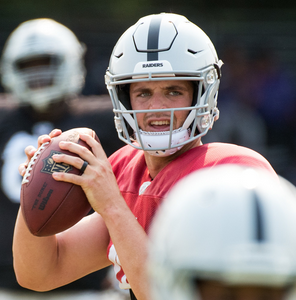
Carr in allenamento nel 2018

Carr iniziò la stagione 2018 con un nuovo capo-allenatore, Jon Gruden. Nella settimana 4 contro i Cleveland Browns passò 437 yard, 4 touchdown e 2 intercetti nella vittoria per 45–42 ai tempi supplementari. Nell'undicesimo turno i Raiders interruppero una striscia di cinque sconfitte battendo gli Arizona Cardinals con Carr che guidò il drive decisivo che portò al field goal della vittoria nel finale del quarto periodo. La sua stagione terminò con un primato personale di 4.049 yard passate, con 19 touchdown e 10 intercetti subiti mentre i Raiders chiusero un'altra annata deludente con un record di 4 vittorie e 12 sconfitte.

#### Stagione 2019

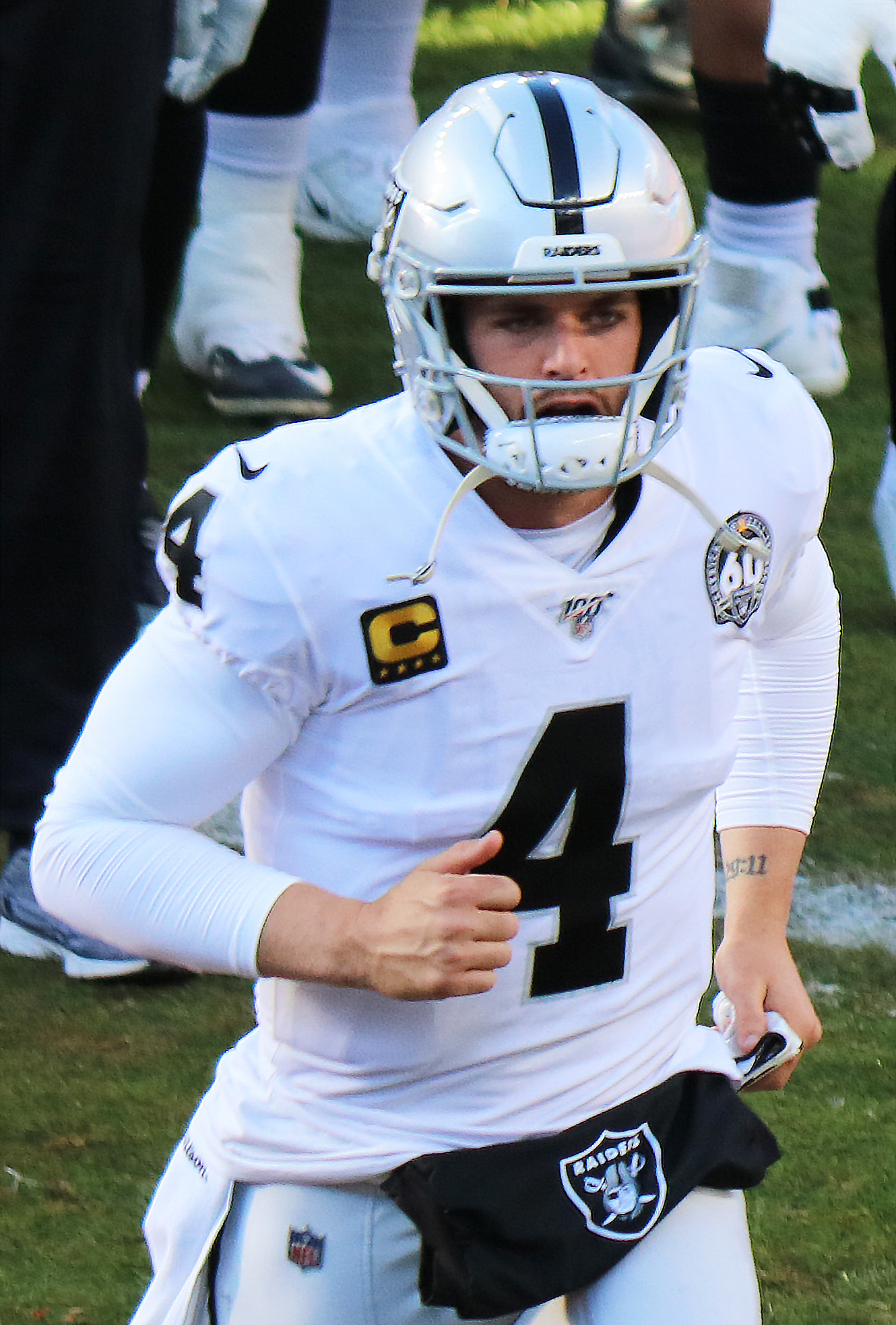
Carr con gli Oakland Raiders nel 2019

La stagione 2019 fu l'ultima dei Raiders ad Oakland. Nel secondo turno Carr superò Ken Stabler come leader di tutti i tempi della franchigia per yard passate in carriera. Nella settimana 17, nell'ultima partita disputata al RingCentral Coliseum, divenne il secondo quarterback della storia dopo Peyton Manning a completare 300 passaggi in tutte le prime sei stagioni in carriera. La sua annata si chiuse con i nuovi primati personali in yard passate (4.054), yard medie a passaggio (7,9) e passer rating (100,8). I Raiders si trovarono a un certo punto della stagione su un record di 6-4 e sembravano in buona posizione per un posto nei playoff ma collassarono nel finale terminando con un bilancio di 7-9 al terzo posto della division.

#### Stagione 2020
Nel 2020 i Raiders si trasferirono a Las Vegas. Carr aprì la nuova era della franchigia con 239 yard e un touchdown nella vittoria sui Carolina Panthers. Sette giorni dopo nella prima gara all'Allegiant Stadium passò 282 yard e 3 touchdown nella vittoria sui New Orleans Saints. Nella settimana 5 i Raiders vinsero la prima partita all'Arrowhead Stadium dal 2012 infliggendo la prima sconfitta stagionale ai Kansas City Chiefs campioni in carica. Carr concluse quella gara con 347 yard passate, 3 touchdown e il primo intercetto stagionale, venendo premiato come quarterback della settimana. La sua stagione si chiuse con 4.103 yard passate, 27 touchdown e 9 intercetti, mentre i Raiders rimasero ancora fuori dai playoff.

#### Stagione 2021

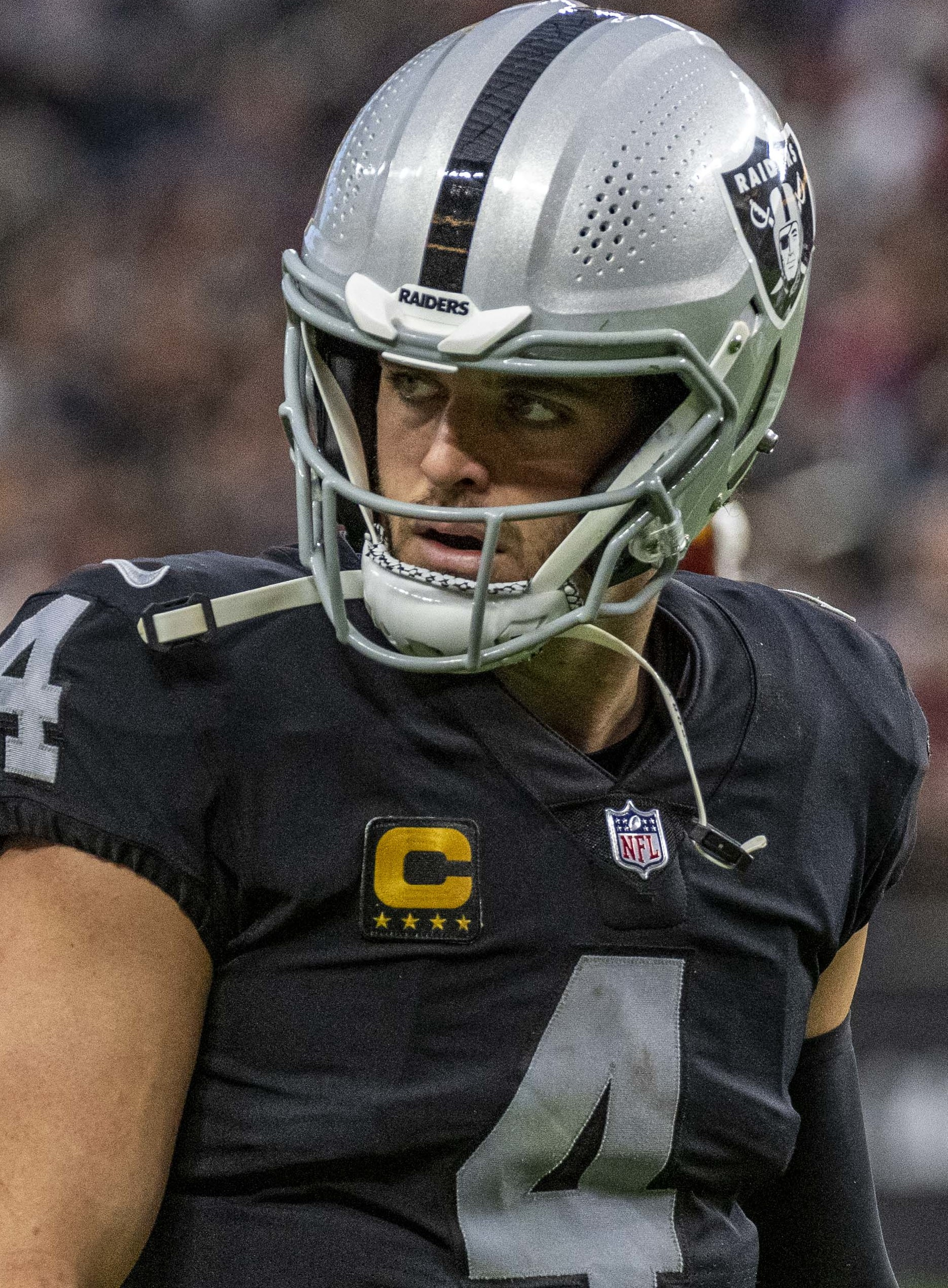
Carr con i Las Vegas Raiders nel 2021

A settembre Carr fu premiato come miglior giocatore offensivo del mese della AFC in cui mantenne una media di oltre 400 yard passate a partita, con 6 touchdown e 2 intercetti, portando i Raiders a un record di 3-0, la loro miglior partenza dal 2002. Nel settimo turno contro i Philadelphia Eagles, Carr fece registrare una percentuale di passaggi completati del 91,2%, la seconda migliore della storia nelle gare NFL. Carr concluse la stagione regolare con 4.804 yard passate, classificandosi quinto nella lega, 23 touchdown e 14 intercetti e portando i Raiders ad un bilancio di 10 vittorie e 7 sconfitte che valse alla franchigia il secondo posto nella division ed il passaggio ai playoff.
Nella sua prima partita in carriera nei playoff, contro i Cincinnati Bengals, Carr passò 310 yard e un touchdown, ma subì un fumble e lanciò un intercetto, da parte di Germaine Pratt, che portarono alla sconfitta finale dei Raiders per 26-19 e l'eliminazione.

#### Stagione 2022
Il 13 aprile 2022 Carr firmò con i Raiders un'estensione contrattuale triennale del valore di 121,5 milioni di dollari che ne fece per la stagione 2022 il quinto quarterback per paga media annuale, pari a 40,5 milioni di dollari, e l'ottavo per importo complessivo. Il contratto prevedeva 25 milioni garantiti alla firma e altri 40 milioni circa garantiti al 15 febbraio 2023, anche in caso di infortunio.
Nella gara del primo turno, la sconfitta 19-24 contro i rivali di division dei Los Angeles Chargers, Carr lanciò per 295 yard, due touchdown ma subì anche tre intercetti. La prima vittoria stagionale arrivò nella partita della settimana 4 in cui i Raiders si imposero 32-23 sui Denver Broncos, con Carr che lanciò per 188 yard, con 21 completi su 34 tentativi. La stagione dei Raiders, iniziata con l'aspettativa di puntare a qualificarsi ai playoff per il secondo anno consecutivo, si dimostrò invece nella prima metà quasi fallimentare con un record dopo 9 partite giocate di 2 vittorie e 7 sconfitte e con Carr che, nella conferenza stampa dopo aver perso in casa 20-25 contro gli Indianapolis Colts, mostrò tutto il suo disappunto e il forte stress emotivo per l'andamento negativo della squadra. Nella gara successiva, la partita della settimana 11 contro i Denver Broncos lanciò per 307 yard, con 23 passaggi completati su 37 tentati e due touchdown di cui l'ultimo nei tempi supplementari su ricezione da 35 yard di Davante Adams, che permise ai Raiders di tornare alla vittoria dopo tre sconfitte consecutive. Con questa partita Carr divenne il quarterback con la migliore percentuale di vittorie (80,0%) ai tempi supplementari nella storia della NFL (minimo 10 partite). Nella gara del dodicesimo turno, la vittoria sui Seattle Seahawks per 40-34, Carr subì un intercetto sul primo lancio della partita da parte di Quandre Diggs, seguito da un secondo intercetto da parte dello stesso Diggs a metà del primo quarto di gara. Riuscì però a concludere la gara con 295 yard passate e tre touchdown, guidando i Raiders ad una vittoria a Seattle che mancava da 24 anni, la seconda di fila conquistata ai tempi supplementari. Anche nella partita successiva, la sfida della settimana 13 contro i rivali di division dei Los Angeles Chargers, Carr iniziò la partita con un intercetto ritornato in touchdown da parte di Bryce Callahan ma terminò la gara con 16 completi su 30 passaggi per 250 yard e soprattutto lanciando due touchdown nel terzo quarto, entrambi su ricezione di Davante Adams, che permisero la rimonta dei Raiders, sotto di 10 punti all'inizio del secondo quarto di gioco, e la vittoria finale per 27-20. Questa fu la quinta partita di fila in una stessa stagione in cui Carr lanciò più di un touchdown, ripetendo quanto già fatto nella stagione 2020 e riuscito solo ad altri due quarterback nella storia dei Raiders: Rich Gannon (stagione 2001) e Jim Plunkett (stagione 1986). Nella gara della settimana 14, la sconfitta 16-17 subita contro i Los Angeles Rams, Carr fece registrare un passer rating di 36,9, uno dei peggiori in carriera, con 11 completi su 20 passaggi per 137 yard e lanciando due intercetti di cui uno nella end zone avversaria alla fine del primo tempo che di fatto cambiò l'andamento della partita e riuscendo a lanciare poi nel secondo tempo solo per 11 yard. Con questa gara Carr divenne il terzo quarterback nella storia NFL, dopo Peyton Manning e Russell Wilson, ad avere almeno 3.000 yard passate in ognuna delle sue prime nove stagioni. Nel turno successivo, la vittoria 30-24 sui New England Patriots, la prestazione di Carr fu in controluce: se complessivamente non fu particolarmente brillante con 20 passaggi completati su 38 totali per 231 yard totali e un intercetto, di contro guidò la squadra al momentaneo pareggio 24-24 a 30 secondi dalla fine lanciando un touchdown da 30 yard a Keelan Cole. Con questa partita Carr raggiunse le 35.000 yard passate in carriera, quarto giocatore nella storia NFL a riuscirci nelle sue prime nove stagioni. Nella partita della settimana 16, la sconfitta 13-10 contro i Pittsburgh Steelers, Carr ebbe un'altra prestazione negativa con 16 completati su 30 tentativi per 174 yard e un touchdown ma soprattutto con tre intercetti nella seconda parte di gara che bloccarono le possibilità di rimonta dei Raiders che uscirono sconfitti e ormai prossimi alla matematica esclusione dai playoff: avendo in stagione 14 intercetti e i peggiori passer rating (86,3) e percentuale di completi (60,8%) dal suo anno da rookie il futuro di Carr con i Raiders fu messo fortemente in dubbio. La prestazione nella gara di Pittsburgh, giocata con temperature gelide fino a -13 °C, confermò la sua difficoltà a giocare in tali situazioni climatiche: raggiunse infatti un record di 0-7 nelle partite giocate in carriera con temperature sotto i 2 °C. Il 28 dicembre fu annunciato che Jarrett Stidham sarebbe partito come titolare per le due restanti gare della stagione e con il quarterback della squadra di allenamento, Chase Garbers, come riserva. In quel momento Carr stava guidando la lega con 14 intercetti subiti. In nove anni con i Raiders aveva saltato solo tre partite e sempre per infortunio. Il fratello David, ex quarterback NFL e al momento analista per NFL Network, dichiarò che i Raiders non apprezzavano Derek e che avrebbero cercato di scambiarlo e inoltre che, anche se in passato aveva detto di non vedersi con nessun'altra maglia se non quella dei Raiders, non pensava affatto al ritiro e la sua intenzione era quella di continuare a giocare nella NFL anche per la stagione successiva.
Il 12 gennaio 2023 i Raiders annunciarono di aver cominciato il processo di valutazione per scambiare Carr con qualche altra franchigia. A questo Carr fece seguire un post su Twitter di saluto e ringraziamento alla squadra e ai tifosi e in cui si diceva pronto a continuare la sua avventura in NFL:

Guardo avanti per una nuova città e una nuova squadra a cui, indipendentemente dalle circostanze, darò il mio massimo. Vincere un campionato è quello che ho sempre desiderato e per cui continuerò a lavorare
 — Derek Carr su Twitter

A fine stagione Carr fu convocato per il suo quarto Pro Bowl, in sostituzione dell'infortunato Joe Burrow.
Dopo avere rifiutato di essere scambiato, il 14 febbraio 2023 Carr fu svincolato dai Raiders.

### New Orleans Saints
Il 6 marzo 2023 Carr firmó un contratto quadriennale del valore di 150 milioni di dollari con i New Orleans Saints.

#### Stagione 2023
Carr debuttò con i Saints il 10 settembre 2023 nella gara del primo turno, la vittoria 16-15 contro i Tennessee Titans, completando 23 passaggi su 33 per 305 yard, un intercetto e un touchdown. Nella gara del secondo turno, il Monday Night Football contro i Carolina Panthers, guidò i Saints alla seconda vittoria di fila ma senza lanciare nessun touchdown, completando 21 passaggi su 36 per 228 yard e subendo un intercetto. Nella gara successiva, contro i Green Bay Packers, nel terzo quarto di gioco, dopo aver guidato i Saints sul punteggio di 17-0 con 13 completati su 18 passaggi per 103 yard e un touchdown, Carr subì un sack dal linebacker Rashan Gary e si infortunó ad una spalla dovendo così lasciare la gara, persa poi dai Saints per 17-18. Gli esami successivi evidenziarono una sospetta distorsione all'articolazione acromioclavicolare della spalla, infortunio serio ma non tale da compromettere il resto della stagione. Carr giocò la partita del turno successivo, la sconfitta 26-9 subita dai Tampa Bay Buccaneers, ancora non perfettamente ripreso dall'infortunio ed in cui completò 23 passaggi su 37 per 137 yard e nessun touchdown, subendo un sack con conseguente fumble recuperato dagli avversari a pochi minuti dalla fine. La settimana successiva la sua condizione apparve migliorata, passando 183 yard e 2 touchdown nella vittoria per 34-0 sui Patriots. La seguente partite vide Carr lanciare per 350 yard con 32 completi su 50 passaggi, un touchdown e un intercetto nella sconfitta 13-20 subita dagli Houston Texans, con l'attacco dei Saints che sbagliò varie occasioni per vincere la gara. Dopo un'altra sconfitta Carr disputò fino a quel momento la sua migliore gara come Saint passando 310 yard, 2 touchdown, nessun intercetto subito e un passer rating di 133,3 nella vittoria sui Colts. Nella gara della settimana 10, la sconfitta 19-27 contro i Minnesota Vikings, Carr lasciò il campo a metà del terzo quarto di gioco per un infortunio alla spalla e una sospetta commozione cerebrale, dopo aver lanciato 13 completi su 18 passaggi tentati per 110 yard e nessun touchdown. Carr tornò disponibile il 23 novembre, non saltando però nessuna gara vista la settimana di riposo del calendario dei Saints. Tornò quindi a giocare nella partita del dodicesimo turno, la sconfitta 15-24 con gli avversari di division dei Jacksonville Jaguars, in cui le difficoltà dell'attacco dei Saints e in particolare la prestazione di Carr, con 304 yard lanciate ma nessun touchdown e un intercetto ritornato in meta da Jessie Bates III per 92 yard, sollevarono varie critiche. Nella partita successiva, la sconfitta 28-33 contro Detroit, Carr fu colpito duramente da Bruce Irvin e quindi costretto a lasciare la gara nel quarto quarto di gioco, dopo aver lanciato 17 passaggi completati su 22 tentati per 226 yard senza touchdown e un intercetto, e venendo nuovamente inserito nel protocollo per la commozione cerebrale.
L'8 dicembre 2023, alla vigilia della gara del quattordicesimo turno, Carr fu dichiarato fuori dal protocollo e quindi disponibile per giocare. La partita contro i Carolina Panthers fu vinta 28-6 ma non mancarono critiche a Carr per le difficoltà mostrate nel segnare alla squadra in quel momento con il peggior record della lega (1-11). Carr rispose con una delle migliori prestazioni stagionali nella gara successiva, la vittoria 24-6 contro i New York Giants, in cui completò 23 passaggi su 28 (82,1%) per 218 yard e per la prima volta con i Saints lanciò tre touchdown e ebbe un passer rating di 134,8. Nella partita del sedicesimo turno, il Thursday Night Football contro i Los Angeles Rams, sotto di 7-30 all'inizio dell'ultimo quarto di gioco Carr provò a guidare i Saints alla rimonta lanciando due touchdown nel giro di due minuti, ma non riuscendo infine a recuperare la gara persa 22-30, chiudendo con 24 completi su 40 passaggi tentati per 319 yard, tre touchdown ed un intercetto. Nella gara successiva guidò i Saints nella vittoria 23-13 contro i Tampa Bay Buccaneers lanciando per 197 yard e due touchdown.. Nell'ultimo turno i Saints batterono i Falcons con Carr che terminò con il miglior passer rating in carriera, 145,5, tuttavia le vittorie di Tampa Bay, Seattle e Green Bay tolsero alla squadra la possibilità sia di vincere la division che di ottenere una wild card per i playoff.

#### Stagione 2024
Nella gara del primo turno della stagione 2024 Carr guidò i Saints nella vittoria 47-10 sui Carolina Panthers con 19 passaggi completati su 23 tentati per 200 yard e tre touchdown, con i Saints che misero punti a tabellino in tutti i loro primi nove drive della gara. Nel secondo turno Carr si ripeté portando i Saints a segnare per la seconda gara di fila oltre 40 punti nella vittoria in trasferta 44-19 contro i Dallas Cowboys (che non perdevano in casa da 16 partite) in cui la squadra di New Orleans arrivò a meta in tutti i suoi primi sei possessi della partita e con Carr che lanciò per 243 yard e due touchdown, segnando inoltre un touchdown su una corsa di 1 yard. Le prestazioni dell'attacco dei Saints guidato da Carr in queste due prime gare stagionali furono estremamente promettenti, ma seguirono altrettante sconfitte contro i Philadelphia Eagles, in cui Carr completò 14 passaggi su 25 passati per 142 yard, un touchdown e un intercetto, e contro i rivali di divisione degli Atlanta Falcons, in cui lancio per 239 yard, nessun touchdown e un intercetto ritornato in meta per 47 yard da Troy Andersen. Nel Monday Night Football del quinto turno arrivò la terza sconfitta di fila contro i campioni in carica dei Kansas City Chiefs, gara in cui Carr uscì all'inizio dell'ultimo quarto di gioco per un colpo alla schiena con sospetto interessamento del muscolo obliquo. Chiuse la sua prestazione lanciando per 165 yard, un touchdown e un intercetto, diventando così il 24º quarterback della storia della NFL a raggiungere su passaggio le 40 000 yard e i 250 touchdown. I successivi controlli medici verificarono l'entità dell'infortunio subito valutando che Carr avrebbe dovuto saltare più partite prima di poter rigiocare. Ritornò disponibile per la gara del nono turno contro i Carolina Panthers, la squadra con il peggior record della lega, in cui i Saints furono sconfitti per 23-22, portando al licenziamento del capo-allenatore Dennis Allen. Con questa sconfitta Carr divenne il primo quarterback nella storia della lega a perdere, giocando come titolare, contro 31 diverse squadre della NFL.
Nel decimo turno, i Saints interruppero una striscia di sette sconfitte consecutive battendo i Falcons, con Carr che passò 269 yard e 2 touchdown.
Nella gara del quattordicesimo turno, la vittoria 14-11 contro i New York Giants, a tre minuti dal termine Carr si infortunó venendo colpito duramente mentre tentava di guadagnare un primo down su corsa, cadendo pesantemente a terra e venendo costretto a concludere anzitempo la partita. I successivi controlli medici evidenziarono una commozione cerebrale, la terza in carriera, e un infortunio alla mano sinistra. Carr uscì dopo pochi giorni dal protocollo per la commozione cerebrale e non fu inserito in lista riserve/infortunati, ma l'infortunio alla mano lo costringe comunque a saltare le rimanenti gare stagionali, chiudendo la sua seconda annata con i Saints totalizzando 10 presenze, 2 145 yard passate con 15 touchdown, 2 intercetti e un passer rating di 101,0.

### Ritiro
A marzo 2025, durante la preparazione per la nuova stagione, emerse un importante problema alla spalla destra di Carr: una lesione labrale con significativo interessamento della cuffia dei rotatori. L'infortunio era probabilmente collegato al problema alla stessa spalla avuto da Carr nel 2023 e che era stato riacutizzato dal colpo subito nel dicembre precedente contro i Giants. Carr, seguito dallo staff medico dei Saints, si sottopose ad una terapia con infiltrazioni e la seguente riabilitazione che però non risolse il problema, restando la possibilità di tentare una procedura chirurgica che gli avrebbe però fatto saltare l'intera annata e che, al contempo, non garantiva al giocatore di tornare ai suoi precedenti livelli agonistici.
Il 10 maggio 2025 Carr, all'età di 34 anni e con ancora due anni di contratto con i Saints, annunció il suo ritiro dal football professionistico dopo 11 anni di carriera nella NFL. Il successivo 3 giugno i Saints lo inserirono in lista riserve/ritirati, rendendo di fatto ufficiale la sua decisione. Ritirandosi, rinunciò a 30 dei 40 milioni di dollari previsti per il 2025. Si ritiró quale unico giocatore della storia con almeno 40 000 yard passate in carriera e nessuna vittoria nei playoff.

## Palmarès
- Convocazioni al Pro Bowl: 4

2015, 2016, 2017, 2022
- Giocatore offensivo della AFC del mese: 1

settembre 2021
- Giocatore offensivo della AFC della settimana: 1

8ª del 2016
- Quarterback della settimana: 3

8ª del 2016, 7ª del 2017, 5ª del 2020
- Rookie della settimana: 1

14ª settimana della stagione 2014
- Numero 4 ritirato dai Fresno State Bulldogs

## Statistiche

### Stagione regolare
| 2014     | OAK      | 16  | 16  | 348   | 599   | 58,1 | 3 270  | 5,5 | 77 | 21  | 12  | 76,6  | 29  | 92  | 3,2 | 41 | 0 | 24  | 149   | 10 | 4  | 3-13-0  |
| 2015     | OAK      | 16  | 16  | 350   | 573   | 61,1 | 3 987  | 7,0 | 68 | 32  | 13  | 91,1  | 33  | 138 | 4,2 | 24 | 0 | 31  | 230   | 10 | 3  | 7-9-0   |
| 2016     | OAK      | 15  | 15  | 357   | 560   | 63,8 | 3 937  | 7,0 | 75 | 28  | 6   | 96,7  | 39  | 70  | 1,8 | 13 | 0 | 16  | 79    | 5  | 3  | 12-3-0  |
| 2017     | OAK      | 15  | 15  | 323   | 515   | 62,7 | 3 496  | 6,8 | 87 | 22  | 13  | 86,4  | 23  | 66  | 2,9 | 32 | 0 | 20  | 101   | 8  | 3  | 6-9-0   |
| 2018     | OAK      | 16  | 16  | 381   | 553   | 68,9 | 4 049  | 7,3 | 66 | 19  | 10  | 93,9  | 24  | 47  | 2,0 | 15 | 1 | 51  | 299   | 12 | 7  | 4-12-0  |
| 2019     | OAK      | 16  | 16  | 361   | 513   | 70,4 | 4 054  | 7,9 | 75 | 21  | 8   | 100,8 | 27  | 82  | 3,0 | 15 | 2 | 29  | 184   | 7  | 3  | 7-9-0   |
| 2020     | LV       | 16  | 16  | 348   | 517   | 67,3 | 4 103  | 7,9 | 85 | 27  | 9   | 101,4 | 39  | 140 | 3,6 | 18 | 3 | 26  | 150   | 11 | 8  | 8-8-0   |
| 2021     | LV       | 17  | 17  | 428   | 626   | 68,4 | 4 804  | 7,7 | 61 | 23  | 14  | 94,0  | 40  | 108 | 2,7 | 22 | 0 | 40  | 241   | 13 | 5  | 10-7-0  |
| 2022     | LV       | 15  | 15  | 305   | 502   | 60,8 | 3 522  | 7,0 | 60 | 24  | 14  | 86,3  | 24  | 102 | 4,3 | 20 | 0 | 27  | 191   | 4  | 0  | 6-9-0   |
| 2023     | NO       | 17  | 17  | 375   | 548   | 64,9 | 3 878  | 7,1 | 58 | 25  | 8   | 97,7  | 32  | 40  | 1,3 | 10 | 0 | 31  | 218   | 7  | 3  | 9-8-0   |
| 2024     | NO       | 10  | 10  | 189   | 279   | 67,7 | 2 145  | 7,7 | 71 | 15  | 5   | 101,0 | 17  | 71  | 4,2 | 13 | 1 | 8   | 48    | 3  | 0  | 5-5-0   |
| Carriera | Carriera | 169 | 169 | 3 765 | 5 785 | 65,1 | 41 245 | 7,1 | 87 | 257 | 112 | 92,8  | 327 | 956 | 2,9 | 41 | 7 | 303 | 1 890 | 90 | 39 | 77-92-0 |

### Play-off
| 2016     | OAK      | 0 | 0 | Infortunato | Infortunato | Infortunato | Infortunato | Infortunato | Infortunato | Infortunato | Infortunato | Infortunato | - | -  | -    | -  | - | - | -  | - | - | -   |
| 2021     | LV       | 1 | 1 | 29          | 54          | 53,7        | 310         | 5,7         | 26          | 1           | 1           | 69,2        | 1 | 20 | 20,0 | 20 | 0 | 3 | 28 | 1 | 1 | 0-1 |
| Carriera | Carriera | 1 | 1 | 29          | 54          | 53,7        | 310         | 5,7         | 26          | 1           | 1           | 69,2        | 1 | 20 | 20,0 | 20 | 0 | 3 | 28 | 1 | 1 | 0-1 |

Fonte: NFL.com - Pro Football Reference
In grassetto i record in carriera —      leader della lega